# David Bowie: The First Five Years
David Bowie: The First Five Years je britský dokumentární film. Po filmech David Bowie: Five Years (2013) a David Bowie: The Last Five Years (2017) jde o závěrečný snímek trilogie věnované zpěvákovi Davidu Bowiemu, kterou režíruje a produkuje Francis Whately. Dokument se zaměřuje na prvních pět let Bowieho kariéry, tedy období předtím, než se proslavil. Obsahuje různé archivní záběry, stejně jako rozhovory s různými Bowieho spolupracovníky, včetně Lindsayho Kempa, Tonyho Viscontiho a Woodyho Woodmanseyho. Film začíná v roce 1966, kdy si David Robert Jones změnil jméno na David Bowie.